# کژوووولکا
کژوووولکا (به لهستانی:  Krzywowólka) یک روستا در لهستان است که در گمینا سواواتچه واقع شده‌است.